# Lom Kao (huyện)
Lom Kao (tiếng Thái: หล่มเก่า) là huyện cực bắc của tỉnh Phetchabun, phía bắc Thái Lan.

## Địa lý
Các huyện giáp ranh (từ phía bắc theo chiều kim đồng hồ) là Dan Sai và Phu Ruea của tỉnh Loei và Nam Nao, Lom Sak và Khao Kho của tỉnh Phetchabun.

## Hành chính
Huyện này được chia thành 9 phó huyện (tambon), các đơn vị này lại được chia ra thành 98 làng (muban). Thị trấn (thesaban tambon)  Lom Kao nằm trên một phần tambon Lom Kao. Có 9 Tổ chức hành chính tambon.
| STT. | Tên      | Tên (tiếng Thái) | Số làng | Dân số |
| ---- | -------- | ---------------- | ------- | ------ |
| 01.  | Lom Kao  | หล่มเก่า           | 13      | 11,959 |
| 02.  | Na Sam   | นาซำ             | 10      | 07,345 |
| 03.  | Hin Hao  | หินฮาว            | 13      | 07,506 |
| 04.  | Ban Noen | บ้านเนิน           | 08      | 05,254 |
| 05.  | Sila     | ศิลา              | 16      | 10,066 |
| 06.  | Na Saeng | นาแซง            | 07      | 03,921 |
| 07.  | Wang Ban | วังบาล            | 17      | 11,649 |
| 08.  | Na Ko    | นาเกาะ           | 06      | 02,642 |
| 09.  | Tat Kloi | ตาดกลอย          | 09      | 06,759 |